# Bally Astrocade
Bally Astrocade, tidigare Bally Professional Arcade, är en spelkonsol från den andra konsolgenerationen som utvecklades av det amerikanska företaget Bally Entertainment och släpptes 1977. Konsolens livslängd varades till omkring 1983, då TV-spelskraschen i Nordamerika inträffade.
28 spel publicerades under konsolens livslängd.

### Fotnoter
1. ↑  Carryling, John (28 april 2014). ”Bally Professional Arcade - Ballyhoo?”. The Dot Eaters. Arkiverad från originalet den 28 oktober 2017. https://web.archive.org/web/20171028173835/http://thedoteaters.com/?bitstory=bally-professional-arcade. Läst 26 mars 2018.